# 神様のオルゴール
『神様のオルゴール』（かみさまのオルゴール）は、水沢めぐみによる少女漫画作品。

## 概要
水沢は1979年に16歳でデビューして以来ずっと集英社の「りぼん」本誌、「りぼんオリジナル」、「りぼん」の増刊号（りぼん秋のびっくり大増刊号、りぼん冬休みおたのしみ増刊号など）でのみ作品を発表してきたが、この作品で初めて「Cookie」で作品を発表した。大学生の恋人の妊娠が発覚してから結婚して（いわゆるできちゃった結婚）出産して子育てをするという今までに無いテーマを描いた作品だったので賛否両論を呼び、「りぼん」以外の雑誌に掲載した初めての作品という事も含めて作者にとって大きな転機ともなった作品である。
また、『りぼんマスコットコミックス』は長年統一されたデザインだったが、この『神様のオルゴール』の第1巻から新しいデザインが採用。以後のコミックスは順次、この新しいデザインが採用されている。

## あらすじ
大学2年生の柚実（ゆみ）と航太は同級生でサークルも同じで恋人同士だが、別れようと決めた矢先に柚実が妊娠している事が発覚してしまう。柚実は子供は産めないと悩むが、航太が「2人で育てよう」と言ってくれたので産む事を決意する。しかし柚実の父親と航太が大喧嘩をしてしまい、柚実と航太も気まずくなってしまうが、2人の真剣な気持を柚実の父親も分かってくれて2人は入籍する。しかしミュージシャンを目指している航太は、柚実の出産予定日にもオーディションに行ってしまい、柚実は不安に思う。しかし航太は急いで戻って来てくれて、生まれた子供の為に「ハッピーバースデー」の歌を歌ってくれた。
子供は翼と名づけられたが、柚実は翼の育児と大学生としての生活の両立が大変で、大学にも翼を連れて行って面倒をみたりしなければならずに苦労する。しかしミュージシャンを目指している航太は、ストリートライブやバイトに明け暮れていて育児にはあまり協力してくれない為に、柚実と航太の気持は少しずつすれ違っていってしまう。やがて航太はストリートライブに来てくれた客の年上でしっかり者の女性の野亜に魅かれてしまい、柚実との待ち合わせの約束をすっぽかして野亜を追いかけて行ってしまう。柚実もサークルの先輩の守屋の優しさに魅かれていってしまう。そして航太は家を出て行ってしまうが、やがて戻って来てくれて2人はやり直すことを決意する。そして順調に成長していく翼に柚実は幸せを感じるが、自分の夢を持っている航太や就職が決まっていく友人の希和子や理美を見ていて柚実は1人とり残されたと感じてしまう。しかし最後には航太の就職が決まり、柚実も立ち直って、ギター部の仲間たちに祝福されながらハッピーエンドを迎える。

## コミックス
- 水沢めぐみ 『神様のオルゴール』集英社〈りぼんマスコットコミックスクッキー〉、全3巻

1. 2001年7月13日発売。ISBN 978-4-08-856301-5
2. 2002年6月14日発売。ISBN 978-4-08-856385-5
3. 2003年2月14日発売。ISBN 978-4-08-856442-5

第3巻は「Cookie」2002年10月号と11月号に掲載された「ポケットカフェ」を同時収録。